# مخطط هرتسبرونغ وراسل

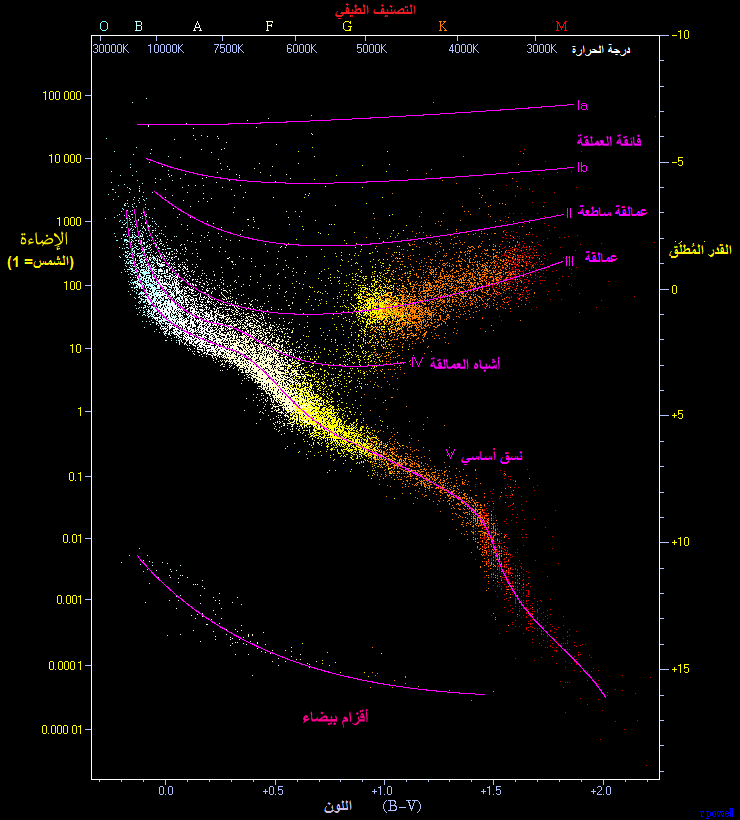
منحنى النسق الأساسي طبقا لكتالوج هيباركوس الذي يبين العالقة بين اللون ودرجة حرارة السطح (المحورالأفقي) والقدر المطلق للسطوع (المحور الرأسي)، ويُرى اتساع عرض المنحنى للنجوم في بداية عمرها.

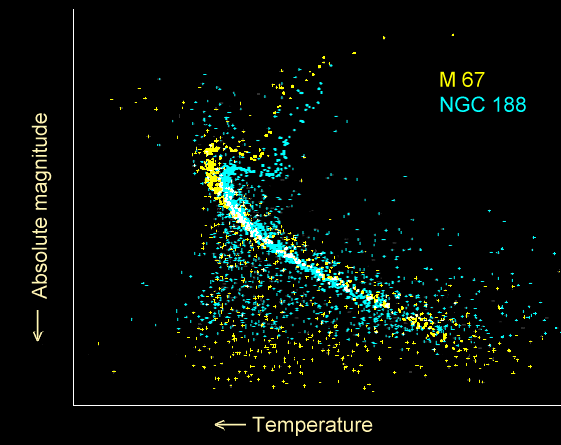
توزيعان طبقا لرسم هرسل لمجموعتي النجوم مسييه 67 وNGC 188، وتبين نجوم النسق الأساسي لكل منهما، وترجع الإزاحة الموجودة بينهما إلى اختلاف عمر المجموعتين.

مخطط هرتسبرونغ وراسل أو رسم هرتسبرونغ وراسل (بالإنجليزية: Hertzsprung–Russell diagram) واختصارًا مخطط هرسل هو رسم بياني للنجوم يبين العلاقة بين القدر المطلق لسطوع النجم ونوع طيفه أو تصنيف النجوم وعلاقته بدرجة حرارة النجم الفعلية. ويجمع مخطط هرتسبرونغ وراسل تصنيف النجوم ويعطي إحداثياتها على المحاور الآتية: القدر المطلق للسطوع، واللون، والحرارة. أنشئ مخطط هرتسبرونغ وراسل عام بشكل مستقل، حيث قام بذلك الفلكي الدنماركي إينار هرتسبرونغ في سنة 1911 والفلكي الأمريكي وهنري نوريس راسل في سنة 1913، وكان خطوة عظيمة لتفهمنا لتطور النجوم وبالتالي لمعرفة عمر النجوم ومصيرها.

## نظرة تاريخية
في القرن التاسع عشر، أُجريت مسوحات طيفية فوتوغرافية واسعة النطاق للنجوم في مرصد كلية هارفارد، نتج عنها تصنيفات طيفية لعشرات الآلاف من النجوم، وبلغت ذروتها في نهاية المطاف في كتالوج هنري درابر. في أحد أجزاء هذه العمل، شمل أنطونيا موري أقسامًا للنجوم مُصنفةً وفقًا  لعرض خطوطها الطيفية. لاحظ هيرتزبرونغ أن النجوم الموصوفة بخطوط رفيعة تميل للتمتع بحركة خاصة أصغر من غيرها في نفس التصنيف الطيفي. اعتبر أن هذه مؤشر على تمتع تلك النجوم بضياء أكبر، وحسب المنظور النجمي لعدة مجموعات من هذه النجوم، ما سمح له بتقدير قدرها المطلق.
في عام 1910، نشر هانز روزنبرغ رسمًا بيانيًا للقدر المطلق للنجوم في عنقود الثريا وفقًا  لقوة خط الكالسيوم كيه الطيفي وخطين بالمر الطيفيين للهيدروجين. تشير هذه الخطوط الطيفية إلى لدرجة حرارة النجم، وهي شكل قديم من التصنيف الطيفي. يعادل القدر الظاهري للنجوم في نفس العنقود قدرها المطلق، وبالتالي كان هذا الرسم البياني المبكر يعبر عن الضياء للنجوم مقابل درجة حرارتها. لا يزال هذا الرسم البياني يُستخدم حتى اليوم كوسيلة لإظهار النجوم في العناقيد دون الحاجة إلى معرفة بعدها وضيائها في البداية. كان هيرتزبرونغ يعمل بالفعل مع هذا النوع من الرسوم البيانية، لكن ذلك لم يظهر في منشوراته حتى عام 1911. كان هذا أيضًا رسمًا  بيانيًا  يستخدم القدر الظاهري للنجوم في العنقود التي تبعد جميعها نفس المسافة.
شملت إصدارات راسل المبكرة (1913) للرسم البياني نجوم موري العملاقة التي حددها هيرتزبرونغ، والنجوم القريبة التي تتمتع بمنظور مُقاس في نفس الوقت، ونجوم من عنقود القلائص (عنقود مفتوح)، والعديد من المجموعات النجمية المتحركة، التي يمكن تطبيق طريقة العنقود المتحرك عليها لاشتقاق المسافات وبالتالي القدر المطلق لنجومها.

## أشكال الرسم
هناك عدة أشكال لمخطط هرتسبرونغ وراسل، كما أن تسمية المطلحات غير محددة جيدًا. تشترك جميع النماذج التصميم العام نفسه: النجوم ذات الضياء الأكبر تكون في أعلى الرسم البياني، والنجوم ذات درجة الحرارة السطحية الأعلى تكون باتجاه الجانب الأيسر من الرسم.
أظهر الرسم البياني الأصلي النوع الطيفي للنجوم على المحور الأفقي والقدر المطلق البصري على المحور العامودي. النوع الطيفي ليس كمية عددية، لكن تسلسل الأنواع الطيفية هو سلسلة رتيبة تعكس درجة الحرارة السطحية للنجوم. تستبدل الإصدارات الرصدية الحديثة الرسم البياني بمؤشر اللون للنجوم («مؤشر بي في» في أغلب الرسوم العائدة إلى منتصف القرن العشرين). يُطلق على هذا النوع غالبًا اسم مخطط هرتسبرونغ وراسل الرصدي، أو على وجه التحديد رسم اللون والقدر (سي إم دي)، وغالبًا ما يستخدمه الراصدون. في الحالات التي تكون فيها النجوم على مسافات متطابقة عندما تكون ضمن عناقيد على سبيل المثال، غالبًا ما يُستخدم رسم اللون والقدر لوصف نجوم العنقود، إذ يعبر المحور العامودي عن القدر الظاهري للنجوم. بالنسبة لنجوم العناقيد، يُفترض وجود فرق ثابت إضافي بين مقاديرها الظاهرية والمطلقة، يسمى معامل المسافة، لكل النجوم في العنقود. أنتجت الدراسات المبكرة للعناقيد المفتوحة القريبة (مثل عنقود الثريا والقلائص) التي قام بها هيرتزبرونغ  وروزنبرغ أولى رسومات سي إم دي، قبل بضع سنوات من عمل راسل المؤثر الذي جمع بيانات جميع النجوم التي يمكن تحديد قدرها المطلق.
يرسم نموذج آخر درجة الحرارة السطحية الفعالة للنجوم على أحد المحورين والضياء على المحور الآخر، بشكل ثابت تقريبًا في رسم لوغرتمي. تنتج الحسابات النظرية لهيكلة النجوم وتطورها رسومًا  تتطابق البيانات الرصدية. يمكن أن يُطلق على هذا النوع من الرسم اسم رسم الضياء ودرجة الحرارة، لكن هذا المصطلح نادر الاستخدام؛ فعندما يجري التمييز، يسمى هذا النموذج مخطط هرتسبرونغ وراسل النظري بدلًا  من ذلك. السمة الغريبة لهذا الشكل هي أن درجات الحرارة تُرسم ابتداءً من درجات الحرارة العالية حتى درجات الحرارة المنخفضة، ما يساعد في مقارنة هذا الشكل مع الشكل الرصدي.

## الرسم البياني

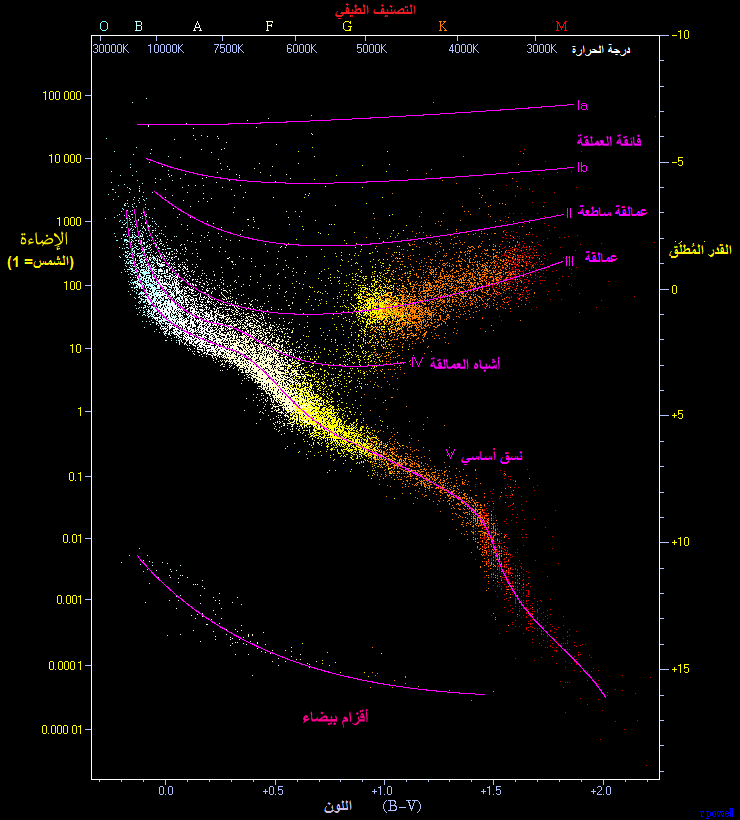
Hertzsprung-Russell diagram [ مختلف أنواع النجوم مقيدة في هذا الرسم البياني المعروف برسم هرسل. ويتضح من الرسم أن معطم النجوم تتبع المنحنى المائل في الشكل الذي يمتد من الركن اليساري العلوي (نجوم ساخنة شديدة السطوع) إلى الركن الأيمن الأسفل (نجوم أقل سخونة وأقل سطوعا) وتسمى تلك المجموعة النسق الأساسي. كما يوجد توزيع الأقزام الشعلاء وهذا التوزيع يكاد أن يمتد أفقيا أسفل المجموعة الرئيسية. كما توجد أعلى المجموعة الرئيسية النجوم الساطعة، والعمالقة، والعمالقة الضخمة تضم طبقا لتسميتها نجوما أضخم كثيرا عن الكتلة الشمسية. وتوجد الشمس في منتصف المجموعة الرئيسية تقريبا كنجم يبلغ قدره الظاهري 1، وقدره المطلق 8 و4، ومؤشر اللون له B-V color index) 0.66) ودرجة حرارة السطح 5.780 كلفن ونوع الطيف G2. http://www.atlasoftheuniverse.com/hr.html Richard Powell. 23000

## نشأة النجم
يتكون النجم في البدء من سديم أو جزء من سديم مكون من الهيدروجين والهيليوم وغبار كوني في الوسط بين النجمي وينكمش في صورة كروية، ويكون عندئذ متجانسا ويحتوي على 70% من الهيدروجين و28% من الهيليوم ونحو 2% من عناصر أخرى مختلفة.
وخلال ذلك الانكماش يُنتج النجم قبل وصوله إلى مرحلة النسق الأساسي الطاقة عن طريق الجاذبية. وعندما تصل كثافة النجم إلى حد مناسب يبدأ في قلب النجم الاندماج النووي الذي يحول الهيدروجين إلى الهيليوم.
عندئذ يسود إنتاج الطاقة في النجم الاندماج النووي ويصبح في حالة توازن بين قوة الطاقة النووية الصادرة من قلب النجم المنتقلة إلى سطحه وبين قوة الجاذبية التي تحاول جذب الطبقات العلوية من النجم نحو مركزه.
عندئذ يصل النجم في رسم هرسل  إلى منحنى النسق الأساسي. ويطلق الفلكيون على تلك المرحلة «مرحلة النسق الأساسي لبدء العمر» Zero Age main Sequence ZAMS.
وقد شكّل الفزيائيون ذلك المنحنى عن طريق نماذج محسوبة بالحاسوب (وهي تختص بالوقت الذي يبدأ فيه النجم إنتاج الهليوم) ومعتمدة على قياسات المراصد المختلفة، ومع تقدم النجم في العمر يبدأ قدر سطوعه ودرجة حرارة سطحه في تزايد تدريجي.
ويبقى النجم بالقرب من موضعه الأولي على منحنى النسق الأساسي إلى أن يتقدم تحول الهيدروجين إلى هيليوم ويبقى نحو 10 % فقط من الهيدروجين. وتلك هي المرحلة الكبرى من عمر النجم حيث المراحل التالية التي تتضمن تفاعلات الهيليوم وتفاعلات الكربون تمر سريعا. عندئذ يبدأ قدر سطوع النجم في الارتفاع بشدة (وعلى منحنى النسق الأساسي ينتقل النجم إلى أعلى وإلى اليمين من النسق الأساسي). وبذلك يصف النسق الأساسي مرحلة الاندماج النووي للهيدروجين من عمر النجم.
وتقع معظم النجوم على منحنى النسق الأساسي. ولذلك يكون ذلك الحزام متميزا في الرسم البياني حيث يعتمد نوع طيف النجم وقدر سطوعه المطلق على كتلة النجم طالما وجد هيدروجين يدمجه (يحرقه) النجم، وهذا هو ما يجري في جميع النجوم تقريبا حيث يقضون معظم عمرهم «النشيط» على هذا المنوال في اندماج الهيدروجين.
وتسمى نجوم النسق الأساسي النجوم القزمة. وذلك ليس لكونهم صغيري الحجم وإنما لكون قطر كل منهم صغير وكذلك قدر سطوعهم صغير بالمقارنة بأنواع أخرى من النجوم العملاقة.
ومجموعة الأقزام الشعلاء هي نوع آخر من النجوم، وهي أصغر من نجوم النسق الأساسي وتقترب أحجامها من حجم الكرة الأرضية ولكن كثافة مادتها عالية جدا. وهؤلاء يمثلون المرحلة النهائية من عمر نجوم كثيرة من نجوم النسق الأساسي. أي أن نجما من نجوم النسق الأساسي ينتقل عند نهاية عمره (بعد أن يستهلك كل الهيدروجين) من النسق الأساسي إلى نسق الأقزام الشعلاء.

## موقع الشمس في النسق الأساسي
تقع الشمس على منحنى رسم هرسل للنسق الأساسي تقريبا في الوسط (وبالتحديد في الثلث السفلي على اليمين) حيث تعتبر من ضمن النجوم ذات كتلة صغيرة. وتؤخذ كتلتها في العادة على أنها الكتلة المتوسطة للنجوم إلا أن الأبحاث الأخيرة تبين أن كتلتها أكثر من المتوسط بعض الشيء، وأن الكتلة المتوسطة لعموم النجوم تبلغ نحو 6 و0 من كتلة الشمس.
ويغلب حزام النسق الأساسي في رسم هرسل لأن معظم النجوم تقضي فيه معظم أوقات عمرها (أثناء الاندماج النووي للهيدروجين في قلب النجم)، ويكون النجم في حالة توازن. ومع تحول الهيدروجين إلى الهيليوم يتغير التركيب الكيميائي للنجم، وبذلك يتغير أيضا لونه وطيفه وقدر سطوعه المطلق، ولذلك فإن نجما يتحرك خلال عمره على النسق الأساسي إلى أعلى وإلى اليمين.
كما يتصف الجزء العلوي للنسق الأساسي بسمك معين، وتفسير ذلك أن طريق تطور نجمين مختلفين ولهما نفس الكتلة على النسق الأساسي (تصنيف هرتسبرونغ وراسل) يختلف بسبب أختلاف نسبة وجود معادن في بداية عمر كل منهما عند تكوّن كل منهما من سديم يحتوي على نسب مختلفة من الهيدروجين والهيليوم والغبار الكوني. وعلاوة على ذلك يختلف النجمان لأن قدر السطوع المطلق للنجم يرتفع مع تقدمه في العمر بسبب الاستهلاك المستمر للهيدروجين في النجم وتحول الهيدروجين بصفة أساسية إلى الهيليوم مع تكوّن نسبة قليلة من المعادن في قلب النجم.
وعندما يكاد أن يتم استهلاك الهيدروجين (استهلاك 90% منه) وتبدأ التفاعلات في الغلاف تغادر النجوم النسق الأساسي إلى اليمين وإلى أعلى وتتطور إلى عمالقة حمراء. كما يمكن لنجم أن يعبر النسق الأساسي بطريقة أخرى إذا كانت كتلته أقل من كتلة الشمس، عندئذ يتخذ طريقا آخر في تطوره مؤديا إلى أن يصبح قزما أشعلًا، ثم تختلف صفاته عن صفات نجوم النسق الأساسي.

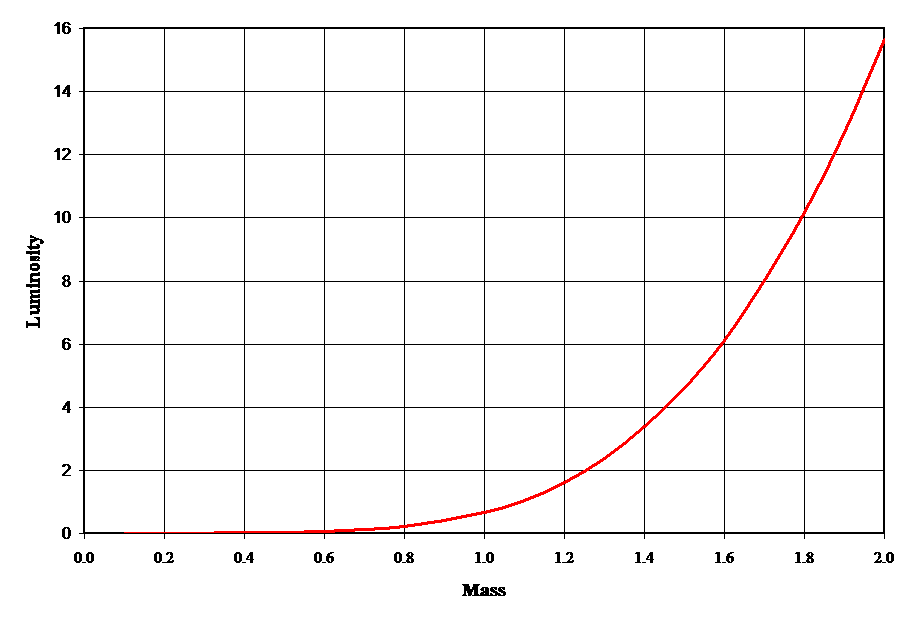
اعتماد قدر السطوع المطلق للنجم على كتلته في بداية عمره طبقا للنسق الأساسي. ويقارن سطوعه المطلق وكذلك الكتلة بكتلة الشمس (كتلة الشمس = 1)، وقدر سطوعها المطلق في الوقت الحاضر. (قدر السطوع المطلق = Luminosity، وكتلة النجم = Mass)

## دراسة نجوم المجرات
يبين الرسم البياني أسفله توزيع نجوم كل من مجرة مسييه 67 والمجرة NGC 188 طبقا لرسم هرسل ومنها يتبين أن معظم النجوم تتبع فعلا النسق الأساسي.

وكما يبين الشكل هنا العلاقة بين درجة الحرارة (المحور الأفقي) وهي ترتفع في إتجاه اليسار، بينما يعطي المحور الرأسي قدر السطوع المطلق لكل نجم.

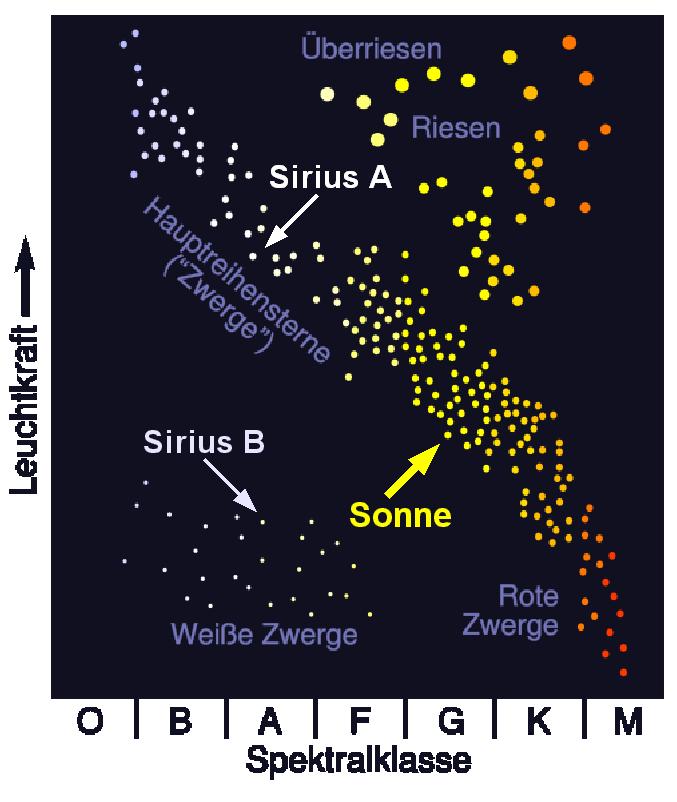
موقعي الشعرى اليمانية أ، ب (Sirius A ; Sirius B) في رسم هرسل.

## اقرأ أيضا
- النسق الأساسي
- تطور النجوم
- نجم
- متثاقل أحمر
- فهرس مسييه